# ميخائيل غرين
ميخائيل غرين (بالإنجليزية: Michael Green)‏ (25 ديسمبر 1989 بسترونغسفيل في الولايات المتحدة - ) هو لاعب كرة قدم أمريكي في مركز الوسط. شارك مع منتخب الولايات المتحدة تحت 20 سنة لكرة القدم. أما مع النوادي، فقد لعب مع Cleveland Freeze ‏ وبيتسبورغ ريفرهوندز.

## وصلات خارجية
- ميخائيل غرين على موقع قاعدة بيانات كرة القدم.إي يو (الإنجليزية)